# Jordyn Poulter
Jordyn Poulter (Naperville, 31 de julho de 1997) é uma voleibolista estadunidense.

## Carreira
Poulter foi recrutada por vários times de voleibol universitários importantes, com suas duas escolhas finais sendo UCLA e Illinois, em última análise, comprometendo-se com Illinois entre seu primeiro e segundo ano do ensino médio. Ela integrou a equipe da Seleção dos Estados Unidos de Voleibol Feminino nos Jogos Olímpicos de Verão de 2020 em Tóquio, quando conquistou a medalha de ouro após derrotar a equipe brasileira na final por 3 sets a zero.